# Depositum
Depositum (lat.), jur., anförtrott gods.
Ett inlagsavtal innebär en lös saks överlämnande i en persons förvar för att av honom i samma skick återställas. Den person, åt vilken saken anförtros (depositarien), äger inte, utan särskilt medgivande, rätt att bruka densamma.
Han ska vårda den med samma sorgfällighet, som han ägnar sitt eget, och han ska återlämna den till deponenten i samma skick, i vilket han mottog densamma.
Kan han inte detta, åligger det honom, ifall han vill vara fri från ersättningsskyldighet, att med goda skäl eller egen ed styrka, att detta förhållande inte härleder sig från hans vangömmo eller vållande. För sitt besvär kan depositarien, efter svensk rätt, betinga sig arvode, något som däremot enligt romersk rätt ansågs strida mot detta avtals natur.
Föremål för inlagsavtal kan vara lösa saker av varje slag. Väsentligt för detta avtal är endast, att just de inlagda föremålen ska återställas och inte utbytas mot andra av samma slag. Den vanliga "depositionen" av penningar i banker är sålunda inte ett inlagsavtal, utan en  försträckning.